# 光明峯寺
光明峯寺（こうみょうぶじ）は、現在の京都市東山区今熊野南谷町付近にかつて存在した寺院である。

## 概要
1237年（嘉禎3年）に九条道家により建立され、毘沙門天像を安置した。
九条道家は建立の翌年に出家、隠栖し、1252年（建長4年）2月21日に60歳で薨じたのち、この寺に葬られた。その後、応仁の乱の際に焼き払われ消滅し、再建されないまま現在に至っている。

## 場所
『再撰花洛名勝図絵』(暁鐘成ほか著)によれば、東福寺(京都市東山区)東偃月橋の奥、毘沙門谷に建立されたという記述がある。また『昭和京都名所圖會』（竹村俊則著）では、法性寺(京都市東山区)の月輪殿付近、九条兼実廟に近い地であったと推定されている。
毘沙門谷は、この光明峯寺に安置された毘沙門天像に因んだ地名となっている。三ノ橋川渓谷一帯を称したとされるこの渓谷は、多くの梅や紅葉の木があり、洛東の景勝地として知られている。

## 建造物
境内にあった各建造物、および奥の院は、高野山金剛峯寺を模して建造されたとされている。

## 現在
境内があったと推測される場所には、京都国際中学校・高等学校が立地している。また本尊の毘沙門天像は、現在は東福寺常楽庵に安置されているとされる。

## 廃寺のCG復原
立命館大学映像学部の古川耕平准教授により、光明峯寺に関連する文献資料や、模したとされる金剛峰寺を描いた絵図や古地図をもとに、3DCGによる境内の復原が行われている。